# Debraď
Debraď (Hongaars: Debrőd) is een Slowaakse gemeente in de regio Košice, en maakt deel uit van het district Košice-okolie.
Debraď telt 373 inwoners.
In 2011 waren van de 375 inwoners er 201 Hongaarstalig en 137 Slowaakstalig.

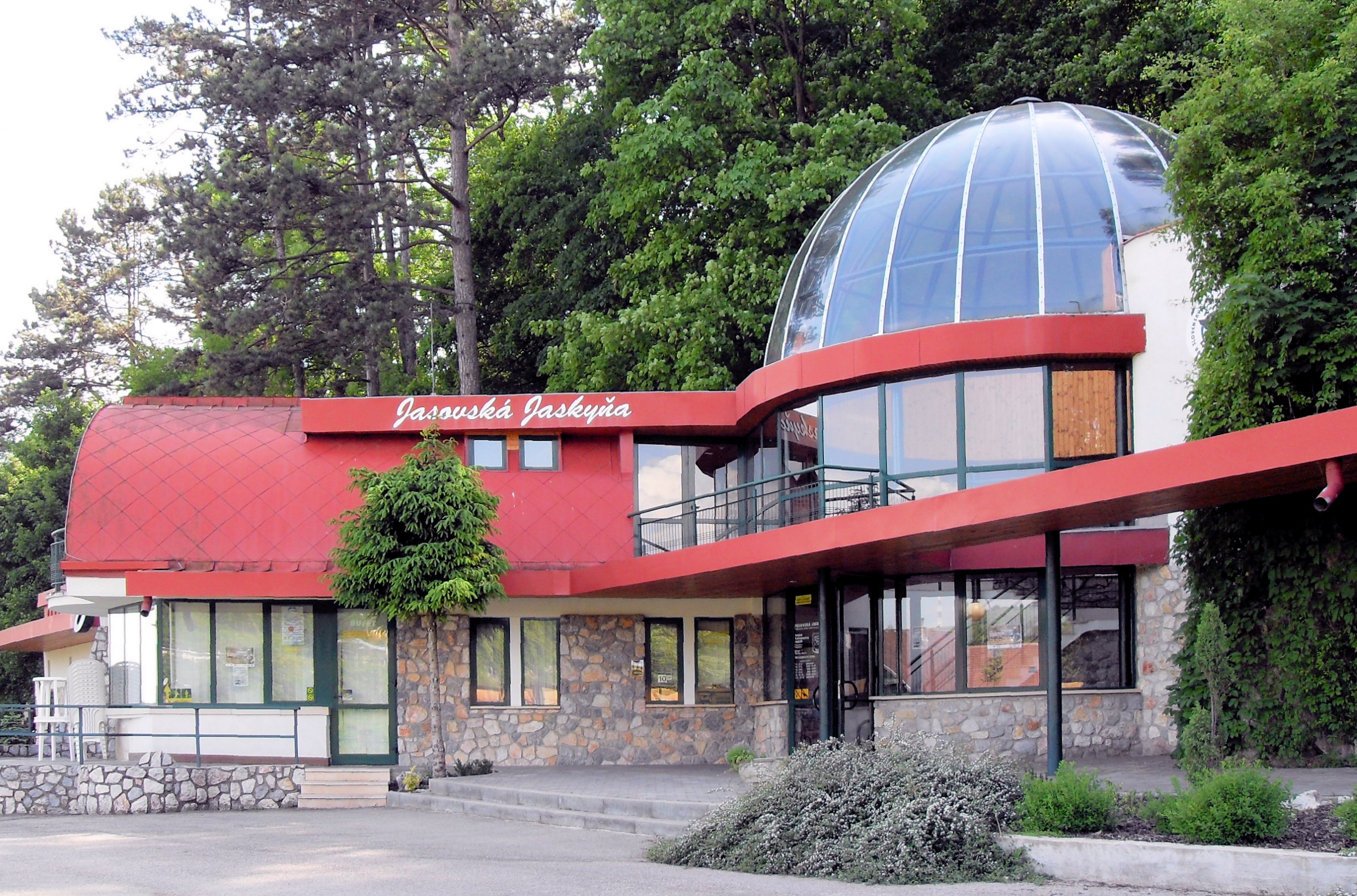